# فورتنوم و میسون
فورتنوم و میسون (انگلیسی: Fortnum & Mason) یک فروشگاه بزرگ کالاهای لوکس در لندن، انگلستان است.
این فروشگاه که در ناحیه پیکدیلی قرار دارد در سال ۱۷۰۷ میلادی تأسیس شده و هم‌اکنون به غیر از فروشگاه مرکزی نمایندگی‌هایی در ایستگاه راه‌آهن سنت پنکراس و فرودگاه هیترو لندن و همچنین در شهر دبی نیز دارد.
در مارس ۲۰۱۲ برای اولین بار الیزابت دوم، کامیلا، دوشس کورنوال و کاترین، دوشس کمبریج از فروشگاه فورتنوم و میسون دیدن نموده و طبقه چهارم این فروشگاه را افتتاح کردند.

## نگارخانه

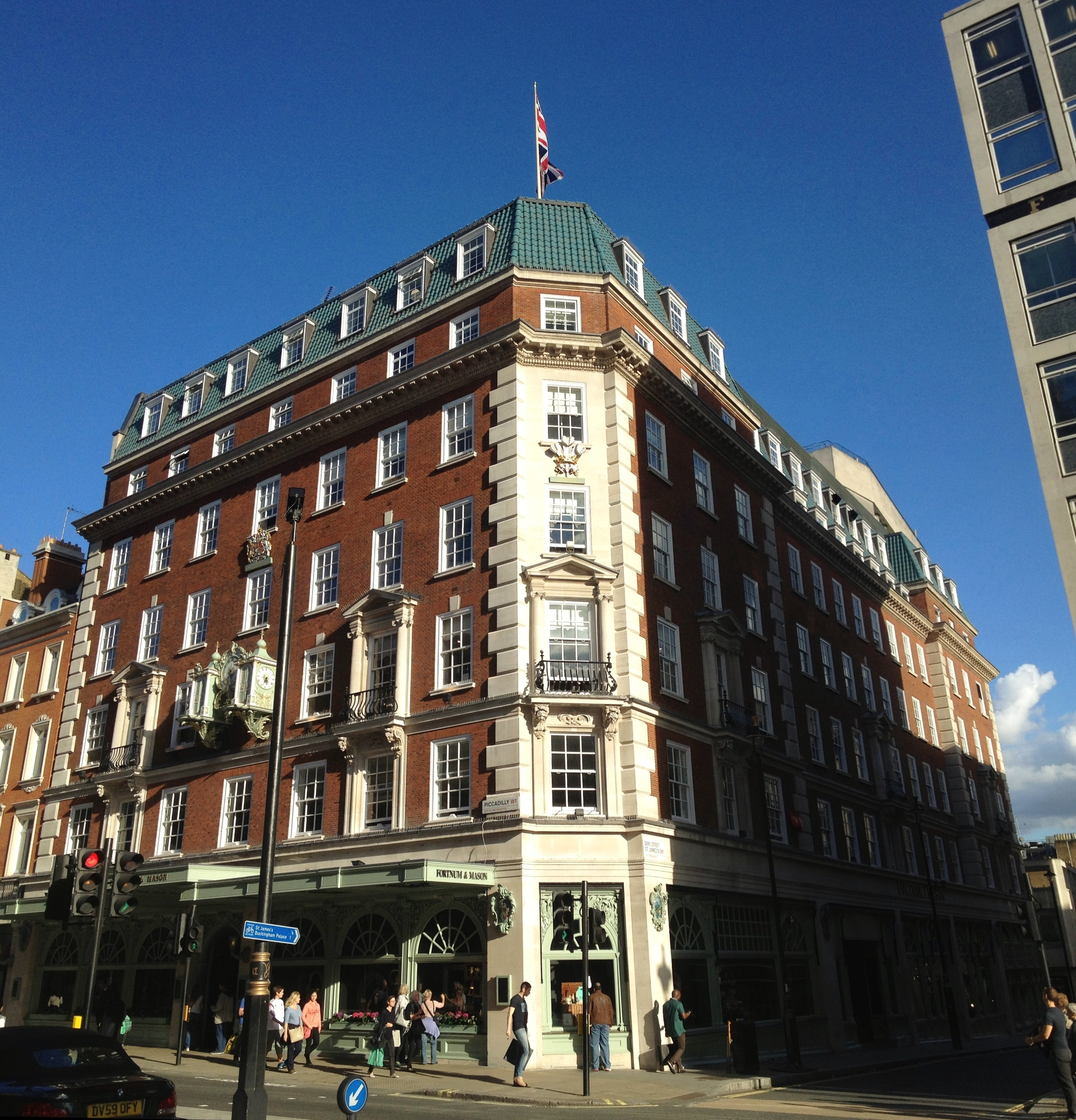
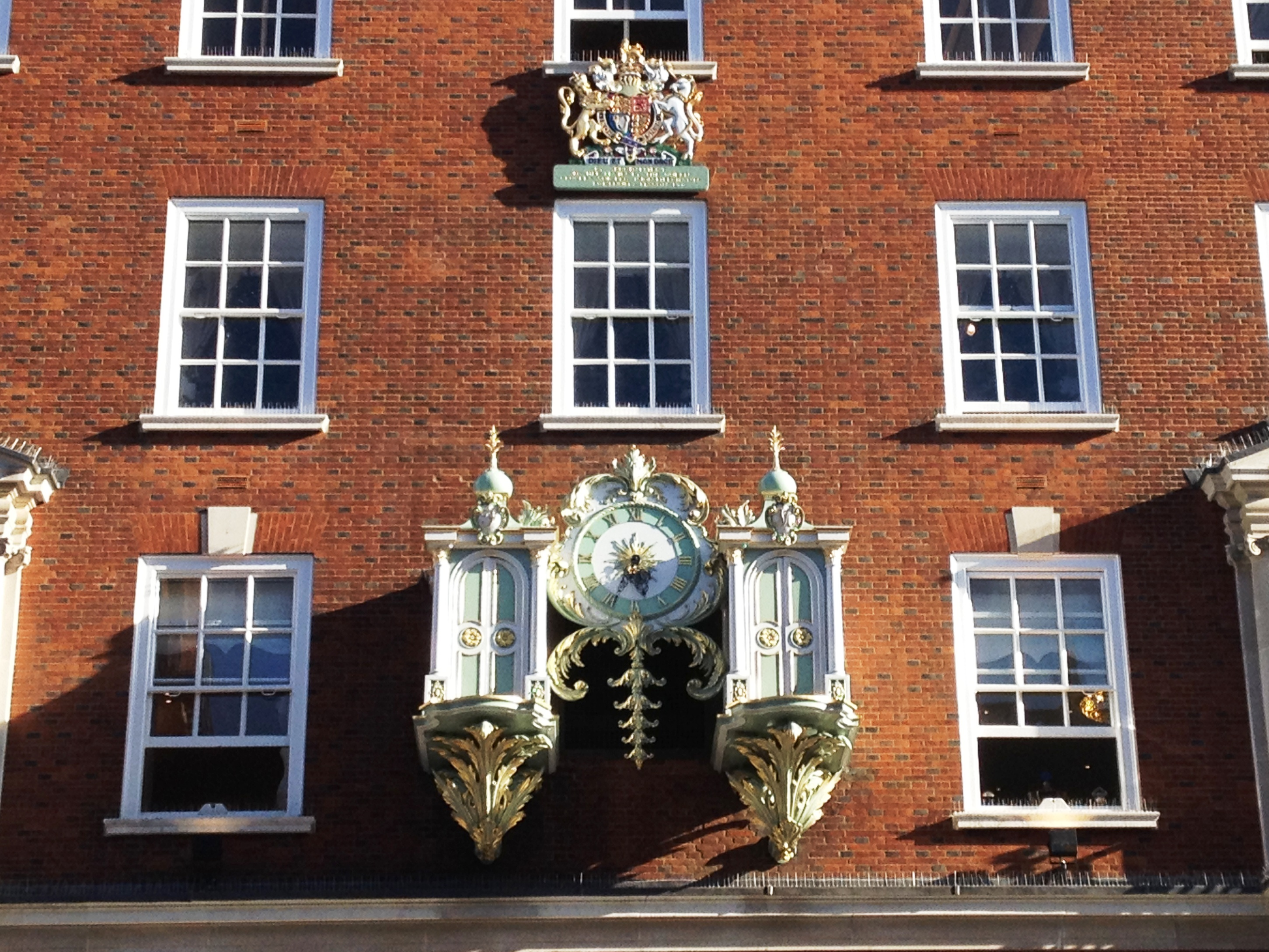
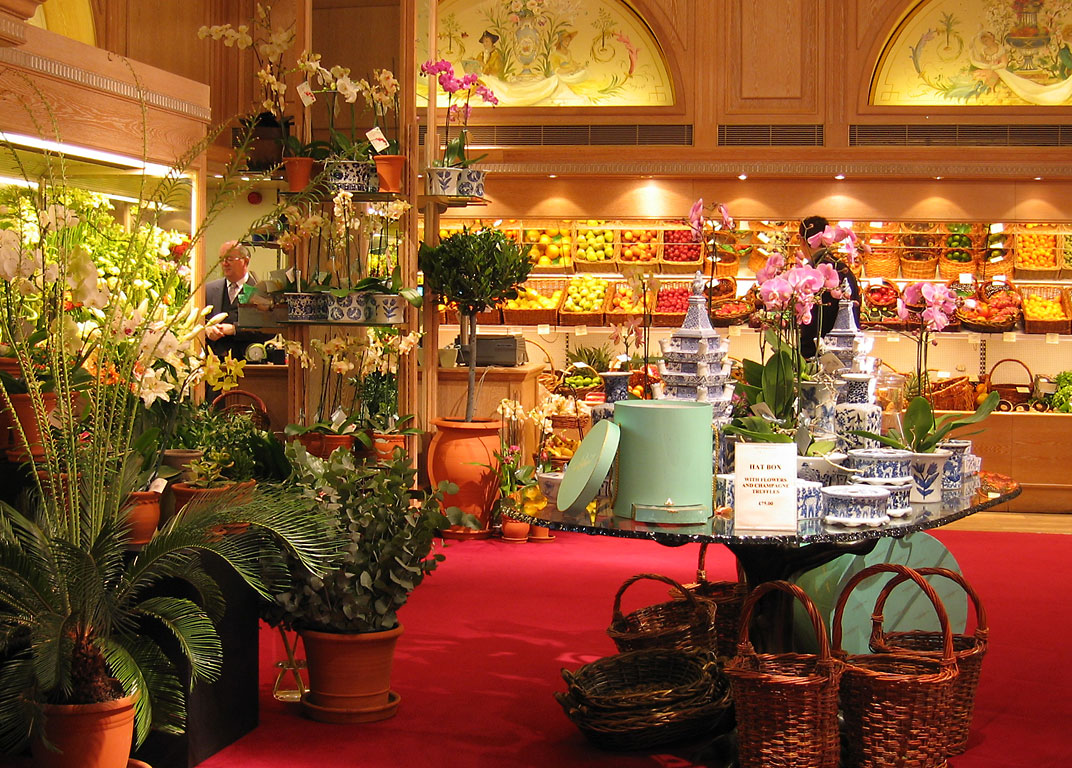
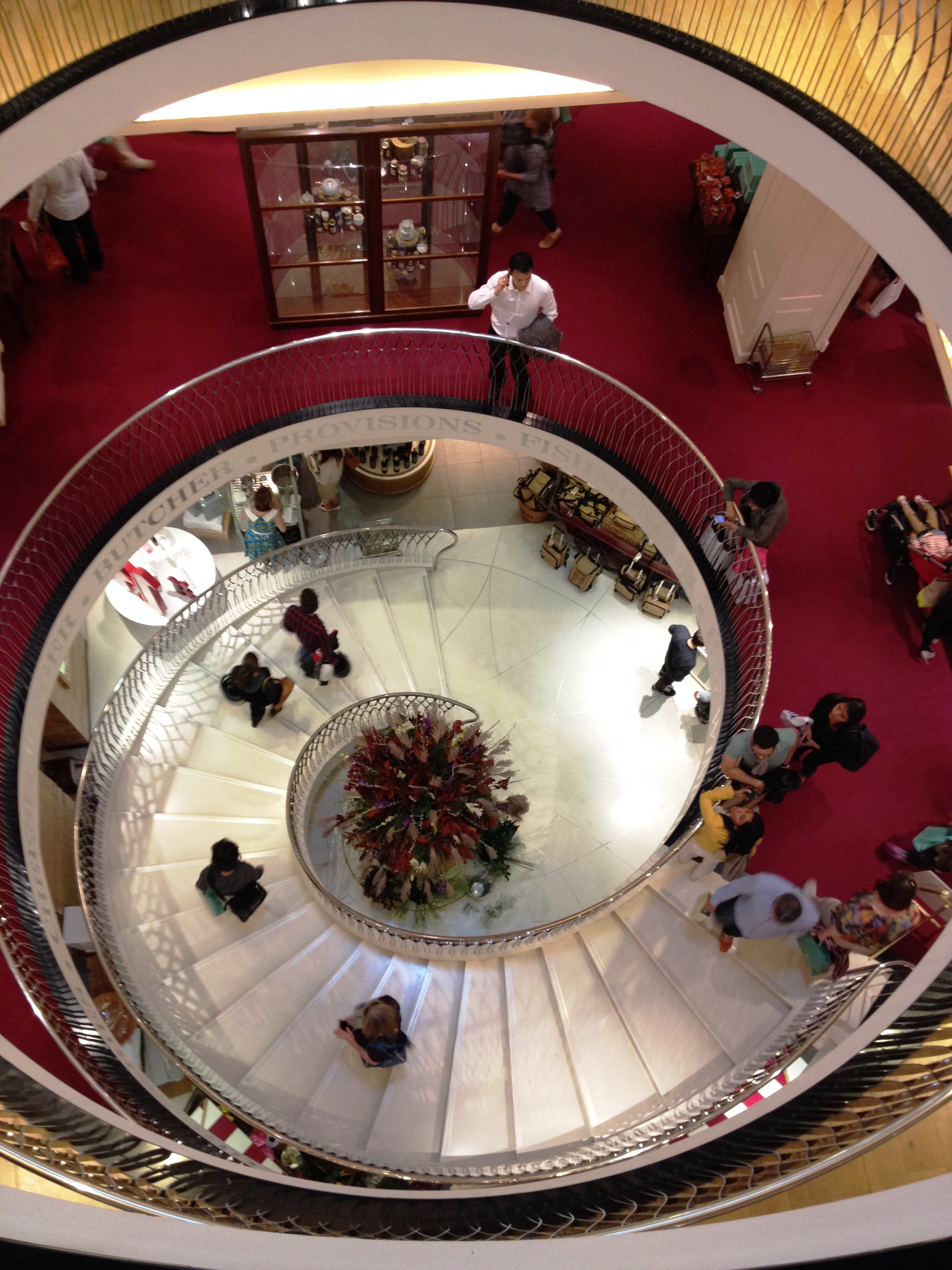